# Instituto de Artes Gráficas de Oaxaca
El Instituto de Artes Gráficas de Oaxaca (IAGO) se encuentra localizado en el Centro Histórico de la ciudad de Oaxaca, México. El instituto fue fundado por el artista Francisco Toledo conjuntamente con el INBA, el Gobierno del estado de Oaxaca y la Asociación Civil "José F. Gómez". En una hermosa casa del siglo XVIII situada frente al ex Convento de Santo Domingo y a un costado de la Plazuela del Carmen, sobre la Calle Macedonio Alcalá. Cuenta con cinco salas de exhibición, tres de biblioteca, un patio central decorado con bellas plantas y el café del IAGO, con servicio de cafetería y restaurante especializado en platillos típicos de la gastronomía oaxaqueña. La casa fue donada al Instituto Nacional de Bellas Artes (INBA) por la familia Toledo, con el propósito de difundir el arte y exhibir la colección gráfica que el maestro Francisco Toledo comenzaba a formar y aloja una de las colecciones de artes gráficas más importantes de Latinoamérica. 

## Proyectos
El instituto ha creado diversos proyectos editoriales tales como:
- La revista El Alcaraván, extinta publicación relacionada con la gráfica y a la defensa del patrimonio oaxaqueño
- La editorial Ediciones Toledo
- La Editorial Calamus

## Centro Cultural
El Instituto también funge como un centro cultural que incluye:
- La Biblioteca del Instituto de Artes Gráficas de Oaxaca (BIAGO) especializada en arte, que alberga alrededor de 60,000 volúmenes principalmente donados por Francisco Toledo.[1]
- El cineclub El Pochote
- El Centro Fotográfico Manuel Álvarez Bravo
- La Fonoteca Eduardo Mata
- Galerías de exposiciones